# Зелёный Бор (Амурская область)
Зелёный Бор — село в Михайловском районе Амурской области, Россия.
Административный центр Зеленоборского сельсовета.

## География
Село Зелёный Бор стоит в трёх километрах от левого берега реки Завитая.
Село Зелёный Бор расположено в 6 км к северу от районного центра Поярково.
От села Зелёный Бор вверх по левому берегу Завитой идёт дорога к сёлам Черемисино и Красный Яр.
От села Зелёный Бор на правый берег Завитой идёт дорога к сёлам Коршуновского сельсовета Красный Восток, Коршуновка и Нижнезавитинка.

## Население
| 2002 | 2010 | 2012 | 2013 | 2014 | 2015 | 2016 |
| ---- | ---- | ---- | ---- | ---- | ---- | ---- |
| 735  | ↘617 | ↘615 | ↘601 | ↘578 | ↘560 | ↘556 |
| 2017 | 2018 |      |      |      |      |      |
| ↘537 | ↘523 |      |      |      |      |      |

## Инфраструктура
Сельскохозяйственные предприятия Михайловского района.